# Ahmad Tejan Kabbah

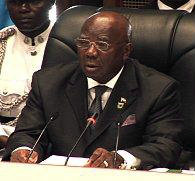
Ahmad Tejan Kabbah (2007)

Ahmad Tejan Kabbah (* 16. Februar 1932 in Pendembu; † 13. März 2014 in Freetown) war von 1996 bis 2007 Präsident von Sierra Leone.

## Frühe Jahre
Kabbah stammte aus Pendembu, Distrikt Kailahun in der Eastern Province, und gehörte zum Volk der Mandinka. Er stammte aus einer muslimischen Familie und galt als sehr gläubig. Er besuchte die älteste katholische Schule des Landes, St. Edwards. Sein Studium absolvierte er am Cardiff College of Technology and Commerce und an der University of Wales, wo er 1959 seinen Bachelor-Abschluss in Wirtschaftswissenschaft machte. Danach studierte er Rechtswissenschaft und wurde 1969 Rechtsanwalt (Barrister). Er praktizierte in London. In Sierra Leone trat er in den Staatsdienst ein und war in der Verwaltung mehrerer Distrikte und später in unterschiedlichen Ministerien beschäftigt.

## Vereinte Nationen
Für einen Zeitraum von rund 20 Jahren war er für die Vereinten Nationen tätig. Er war stellvertretender Leiter des United Nations Development Programme (UNDP) für Westafrika, als ihm 1973 die Leitung der Projekte dieser Organisation im südafrikanischen Lesotho übertragen wurde. Weitere Stationen beim UNDP waren die Niederlassungen in Tansania, Uganda und kurz vor dessen formaler Unabhängigkeit Simbabwe. Er wurde dann ins Hauptquartier der Organisation am Sitz der Vereinten Nationen in New York versetzt, wo er die Abteilungen für Ost- und Südafrika leitete. Daneben war er für die Zusammenarbeit mit den von der Organisation für Afrikanische Einheit anerkannten Gruppen African National Congress (ANC, Südafrika) und Südwestafrikanische Volksorganisation (SWAPO, Namibia) zuständig. Bevor er 1992 in den Ruhestand ging, war er stellvertretender Direktor und später Direktor für Personalangelegenheiten sowie Verwaltungsdirektor des UNDP.

## Politische Laufbahn
Nach dem Putsch einer Gruppe junger Armeeoffiziere unter Valentine Strasser gegen den seit 1985 regierenden Präsidenten Joseph Saidu Momoh am 29. April 1992 bat ihn die neue Junta, als Vorsitzender eines Rates an der Ausarbeitung einer neuen Verfassung mitzuarbeiten. Kurz vor den geplanten Präsidentschaftswahlen stürzte Julius Maada Bio in einem weiteren Putsch Strasser am 16. Januar 1996. Die Wahlen fanden trotzdem wie geplant am 26./27. Februar 1996 statt. Kabbah erreichte als Kandidat der Sierra Leones People’s Party (SLPP) im ersten Wahlgang mit 35,8 % der Stimmen den ersten Platz. Bei den gleichzeitig stattfindenden Parlamentswahlen erhielt seine Partei 27 der 68 Sitze. Im zweiten Wahlgang am 15. März 1996 siegte er mit 59,5 % und trat sein Amt als Nachfolger Bios 14 Tage später an. Er bildete eine Regierung unter Beteiligung fast aller im Parlament vertretenen Gruppen.
Der seit 1991 andauernde Krieg der Rebellenorganisation Revolutionary United Front (RUF) gegen die wechselnden Regierungen Sierra Leones ging unterdessen weiter. Im November 1996 unterzeichnete er in Abidjan ein Abkommen mit der RUF, was die Lage aber nicht verbesserte. Ein erster Putschversuch gegen ihn schlug 1996 fehl, ein zweiter führte am 25. Mai 1997 zu seiner vorübergehenden Entmachtung. Er ging nach Guinea ins Exil.
Die Putschisten unter Führung von Johnny Paul Koroma wurden im März 1998 durch eine Intervention der Economic Community of West African States (ECOWAS) aus der Hauptstadt Freetown vertrieben und Kabbah konnte zurückkehren. Zur Stützung seiner Regierung blieben Truppen der Nachbarstaaten als Teil der Friedenstruppe ECOMOG im Land stationiert. Am 7. Juli 1999 unterzeichnete Kabbah in Lomé ein weiteres Friedensabkommen mit der RUF, das, obwohl die Gewalt zunächst weiterging, bis Anfang 2002 mit Unterstützung der Vereinten Nationen (UNAMSIL) zu einem Ende des Bürgerkrieges führte. Das offizielle Ende des seit 1991 andauernden Konfliktes wurde mit einer Zeremonie am 18. Januar 2002 verkündet – zwei Tage nach Unterzeichnung eines bilateralen Vertrags zwischen Sierra Leone und den Vereinten Nationen zur Errichtung des Sondergerichtshofs für Sierra Leone. Am 14. Mai 2002 wurde er mit 70,1 % der Stimmen im ersten Wahlgang für weitere fünf Jahre als Präsident wiedergewählt und seine Partei erhielt 83 der 112 Parlamentssitze. Kabbah übernahm auch das Amt des Verteidigungsministers.
Er war einer der Unterzeichner der Botschaft aus Amman.
Am 4. August 2006 verkündete er Neuwahlen für den 11. August 2007, bei denen er nicht erneut kandidierte.
Am 17. September 2007 übergab Kabba das Amt des Präsidenten an seinen Nachfolger Ernest Bai Koroma.

## Familie und Privatleben
Kabbah war verwitwet und Vater von fünf Kindern. Verheiratet war in erster Ehe mit der 1998 verstorbenen Patricia, geborene Tucker, einer Katholikin aus dem Süden Sierra Leones. In zweiter Ehe war er mit der etwa 40 Jahre jüngeren Isata Jabbie verbunden. Sie heirateten am 11. Mai 2008, knapp 10 Jahre nach ihrem Kennenlernen.
Kabbah starb nach kurzer Krankheit am 13. März 2014 in Freetown. Er erhielt am 23. März 2014, nach einer öffentlichen Trauerwoche, ein Staatsbegräbnis.